# Gabriele Denecke
Gabriele Denecke (* 1952 in Berlin, DDR) ist eine deutsche Filmregisseurin, die über 50 Dokumentarfilme und einige Spielfilme drehte.

## Leben
Gabriele Herrmann wuchs vor allem in Ost-Berlin sowie zwei Jahre in einem Dorf im Umland auf. Ihre Eltern waren Angestellte. Noch während des Besuchs der EOS Paul Oestreich in Berlin-Weißensee erlangte sie auf eigene Initiative ein Volontariat beim Deutschen Fernsehfunk nach dem Abitur.
Von 1971 bis 1976 studierte Gabriele Denecke an der Hochschule für Film und Fernsehen in Potsdam-Babelsberg. Danach wurde sie Regieassistentin am Deutschen Theater in Berlin bei Wolfgang Heinz. Seit 1977 war sie Meisterschülerin bei Frank Beyer, einem der anerkanntesten DDR-Regisseure in dieser Zeit.
Seit 1981 arbeitete sie für den Deutschen Fernsehfunk als Regieassistentin und konnte auch einige eigene Filme  drehen. 
Seit 1991 ist Gabriele Denecke als freischaffende Regisseurin, vor allem für den RBB und den MDR tätig. Sie schuf über fünfzig Dokumentarfilme, darunter einige über die Aufarbeitung der DDR-Vergangenheit, Porträts von Persönlichkeiten wie Heiner Müller, Christa Wolf, Christoph Hein, und Bärbel Bohley, Dokumentationen über besondere Orte und Regionen, viele zusammen mit Gabriele Conrad. Gabriele Denecke ist eine der produktivsten und wichtigsten ostdeutschen Dokumentarfilmer der Nachwendezeit.

## Filmografie (Auswahl)

### Regie

#### 1975–1989
- 1975 Wer ein Paar Holzlatschen abgelaufen hat, HFF, Kurzdokumentarfilm
- 1977 Wolters Trude, HFF, Kurzdokumentarfilm, 5. Dezember 1994 neu gesendet im ORB
- 1978 Schauspielereien. Annäherungen, DFF, 74 min, 5 Episoden einer Fernsehreihe, mit den Schauspielern Jan Josef Liefers und Renate Richter, 2024 neu gesendet im MDR[3]
- 1979 Orangemond, HFF, Dokumentarfilm, nicht fertiggestellt, 2024 digitalisierte Rekonstruktion uraufgeführt
- 1980 In Zwickau, HFF. Dokumentarfilm über Robert Schumann und drei lebende Frauen
- 1983 Geschichten aus der Heimat
- 1986 Aus dem bürgerlichen Heldenleben. Die Hose, DFF, Spielfilm
- 1986 Wir stellen vor. Margarita, DFF, 35 min, Kurzspielfilm in Sendereihe, nach literarischer Vorlage von Christiane Barckhausen
- 1988 Der Staatsanwalt hat das Wort. Billig zu verkaufen, DFF, Krimiserie (Folge 120)
- 1989 Der Staatsanwalt hat das Wort. Wegen Todesfall geschlossen, DFF (Folge 127)

#### Seit 1991
- 1991 Lenin von hinten, Kurzdokumentarfilm, 15 min., öFilm für NDR, gezeigt auf dem Filmfest in Oberhausen 1992
- 1991 Schlaflose Tage, DFF, 80 min, Spielfilm nach Roman von Jurek Becker
- 1992 Der unbekannte Ort. Einer geht noch, öFilm/ORB, Kurzdokumentation, gezeigt auf dem Filmfestival Cottbus 2025[4]
- 1993 Inge, April und Mai, ZDF/DFF, TV-Spielfilm, mit Wolfgang Kohlhaase
- 1993 Aufbruch. Zwischen Potsdam und Bremen, öFilm für 3sat/ZDF, 30 min, in Fernsehreihe
- 1994 Baga Moyo, öFilm, 45 min., über deutsche Familie in Afrika 1917 und 1937
- 1995 Das siebente Städtchen
- 1996 Tanz in den Abgrund. Das ungewöhnliche Leben des Jazzmusikers Coco Schumann, ORB, 30 min.
- 1996 Mit der Maske durch die Narrenwelt, ORB, 30 min., mit Gabriele Conrad
- 1997 Mit Schirm, Charme und Cello von Britain nach Brandenburg, ORB, 30 min. mit Gabriele Conrad, über britische Musiker in Brandenburg
- 1997 Herrliche Zeiten. Das Marmorpalais im Neuen Garten zu Potsdam, mit Wiebke Bruhns
- 1997 Die Katastrophe steht im Nebensatz. Der Chronist Christoph Hein, ORB, 30 min., mit Gabriele Conrad
- 1998 Das Café der toten Dichter. Die Erinnerungen der Lenka Reinerová, ORB, 30 min., mit Gabriele Conrad, über Prager Café der deutschen Dichter wie Kafka, Kisch, Werfel
- 1998 Der Jahrhundertladen. Auf der Suche nach Erwin Strittmatters verlorener Welt, ORB, 30 min., mit Gabriele Conrad
- 1998 Die Märkische Dichterlandschaft, ORB, 45 min., mit Gabriele Conrad
- 1999 Bilderbuch Deutschland. Die Prignitz, ARD, mit Gabriele Conrad
- 1999 Nachdenken über Christa W., ORB, 43 min., mit Gabriele Conrad, über die Schriftstellerin Christa Wolf
- 1999 Fremde Kinder, 30 min, eine oder mehrere Folgen einer langen Filmreihe (1993/2012)

- 2000 Wenn ich nicht schreie, ersticke ich, MDR, 60 min, über eine jahrzehntelange Liebe eines sowjetischen Lagerhäftlings
- 2000 Der Herr der Ränge. Claus Peymann am Berliner Ensemble, SFB, 45 min., mit Gabriele Conrad
- 2001 Kommt Zeit, kommt Tod. Der Dichter Heiner Müller, ORB/SFB/SWR, 60 min., mit Gabriele Conrad
- 2002 Warten auf das Wunder. Maxie Wander: Guten Morgen, du Schöne, ORB, 30 min., mit Gabriele Conrad
- 2002 Fluchtpunkt Marienfelde, über das ehemalige Notaufnahmelager für DDR-Flüchtlinge in West-Berlin
- 2004 Bilderbuch Deutschland. Berlin-Weißensee, 45 min, über ihren Heimatort (weitere 5 Folgen in dieser Reihe 1997–2007?)
- 2004 Noble Adressen
- 2004 Geheimnisvolle Orte. Wünsdorf. Eine Kommandozentrale der Macht, RBB, 45 min., über sowjetische Militärstadt
- 2004 Geheimnisvolle Orte. Hohenlychen. Der märkische Zauberberg, RBB, 45 min.
- 2005 Geheimnisvolle Orte. Bad Saarow, RBB, 45 min
- 2005 Deutsche Lebensläufe. Karl Valentin – Ein Hungerkünstler, RBB, 45 min, mit Gabriele Conrad
- 2005 Ein Tag – ein Jahr – ein Leben, RBB/arte, 53 min., mit Gabriele Conrad, über ein Tagebuch von Christa Wolf
- 2006 Meines Vaters Land – Eine deutsche Familiengeschichte, mit Gabriele Conrad
- 2007 Deutsche Lebensläufe. Rosa Luxemburg, RBB, 45 min, mit Gabriele Conrad
- 2007 Bilderbuch. Brandenburg und das Havelland, ARD, mit Gabriele Conrad
- 2008 Unsere Schlösser. Zwischen Spreewald und Havelland, RBB, mit Gabriele Conrad
- 2008 Allein gegen die Stasi oder Das teuerste Flugblatt der Welt
- 2009 Ost-Legenden. Winfried Glatzeder, RBB, 45 min.

- 2011 Der Kremlflieger – Mathias Rust und die Landung auf dem Roten Platz
- 2011 Roland Jahn. Der Stasiaufklärer
- 2013 Der Rauswurf – Bärbel Bohley. Tagebuch einer Unbequemen
- 2014 Die Ostdeutschen – 25 Wege in ein neues Land, 5 Folgen, mit sechs weiteren Regisseuren
- 2014 Aufbruch im November – Die größte Demonstration der DDR, RBB, MDR, 45 min, über die Demonstration am 4. November 1989
- 2014 Der Kanzlerspion. Das Doppelleben des Günter Guillaume
- 2016 Geheime Orte. Görings Ministerium. Geschichte einer Machtzentrale, RBB, 45 min, über Detlev-Rohwedder-Haus
- 2016 Als wir die Jugend waren, 6. Episode, eigene Jugenderinnerungen, mit weiteren Regisseuren
- 2017 Täter – Opfer – Polizei. Die Rechtsmediziner, RBB, zwei Teile, mit Annekathrin Mücke
- 2017 Bilderbuch. Das Ruppiner Seenland, RBB
- 2017 Geheimnisvolle Orte. Die Krankenhausstadt Buch, RBB, mit Gabriele Conrad
- 2018 Geheimnisvolle Orte. Hohenlychen. Das Sanatorium der Nazis, RBB, über Heilanstalten Hohenlychen (vgl. 2004)
- 2018–2019 Berlin – Schicksalsjahre einer Stadt, 5 Folgen
- 2019 Grenzenlos. Das Jahr 1989, RBB
- 2019 Bilderbuch. Der Barnim, RBB
- 2021 Bilderbuch. Rund um den Schwielowsee, RBB
- 2022 Dreister Beutezug. Wo ist die Goldmünze?, RBB, ca. 30 min, über spektakulären Diebstahl der 100-kg–Münze in Berlin
- 2023 Geheimnisvolle Orte. Der Teufelsberg, RBB
- 2024 Liebe und Zorn, mit anderen Regisseuren, Teil "Gabriele"
- 2025 Täter – Opfer – Polizei. Die XY-Bande. Die Mafia von Neuruppin, RBB

#### Kurzbeiträge in Kulturmagazinen
Gabriele Denecke produzierte auch Kurzbeiträge für einige Kulturmagazine wie  Stilbruch (RBB), Artour (MDR), Bücherjournal  (NDR), LeseZeichen (BR) und Bücher, Bücher.
- 1994 Die Wucht der Bilder, ORB/MDR/3sat, für artour, über den Maler Hans-Hendrik Grimmling
- 1998 Beitrag über die Proben zu dem Theaterstück Der Müll, die Stadt und der Tod nach Rainer Werner Fassbinder in Tel Aviv, ARD, für Kulturreport
- 2009 Rayk Wielands autobiographische Erzählung Ich schlage vor, dass wir uns küssen, BR, LeseZeichen vom  4. Mai 2009, sie erhielt dafür 2010 den LiteraVision – Fernsehpreis der Landeshauptstadt München

### Regieassistenz
- 1979 Das Versteck, Regie Frank Beyer, mit Manfred Krug und Jutta Hoffmann

### Protagonistin
- 1993 Der DEFA-Komplex (5). Frauen–Film-Träume, über 6 DDR-Regisseurinnen
- 2016 Als wir die Jugend waren, Jugenderinnerungen von einigen DDR-Regisseuren
- 2024 Liebe und Zorn, mit weiteren Regisseuren[6]

## Ehrungen
- 1999 Deutscher Preis für Denkmalschutz, Journalistenpreis
- 2008 LiteraVision – Fernsehpreis der Landeshauptstadt München, ehrende Anerkennung, mit Gabriele Conrad, für Meines Vaters Land
- 2010 LiteraVision – Fernsehpreis der Landeshauptstadt München, für Beitrag "Rayk Wielands autobiographische Erzählung „Ich schlage vor, dass wir uns küssen“", Mit Hilfe ihres ironischen Kommentartextes sowie der ironischen Filmsprache fasst die Autorin Gabriele Denecke in nur sechs Minuten die Absurdität des totalitären DDR-Regimes zusammen. Sie schafft es, durch ihre originelle Verflechtung von Archivmaterial und nachgestellten Szenen eine Atmosphäre zu erzeugen, in der die tragikomischen Auswüchse des Überwachungsapparats spürbar werden.[7]
- 2014 Grimme-Preis, Nominierung, für Bärbel Bohley. Der Rauswurf[8]